# جوي لاين
جوي لاين (بالإنجليزية: Joy Layne)‏ هي مغنية أمريكية، ولدت في 1941.

## وصلات خارجية
- جوي لاين على موقع ميوزك برينز (الإنجليزية)
- جوي لاين على موقع ديسكوغز (الإنجليزية)